# 1634 w polityce

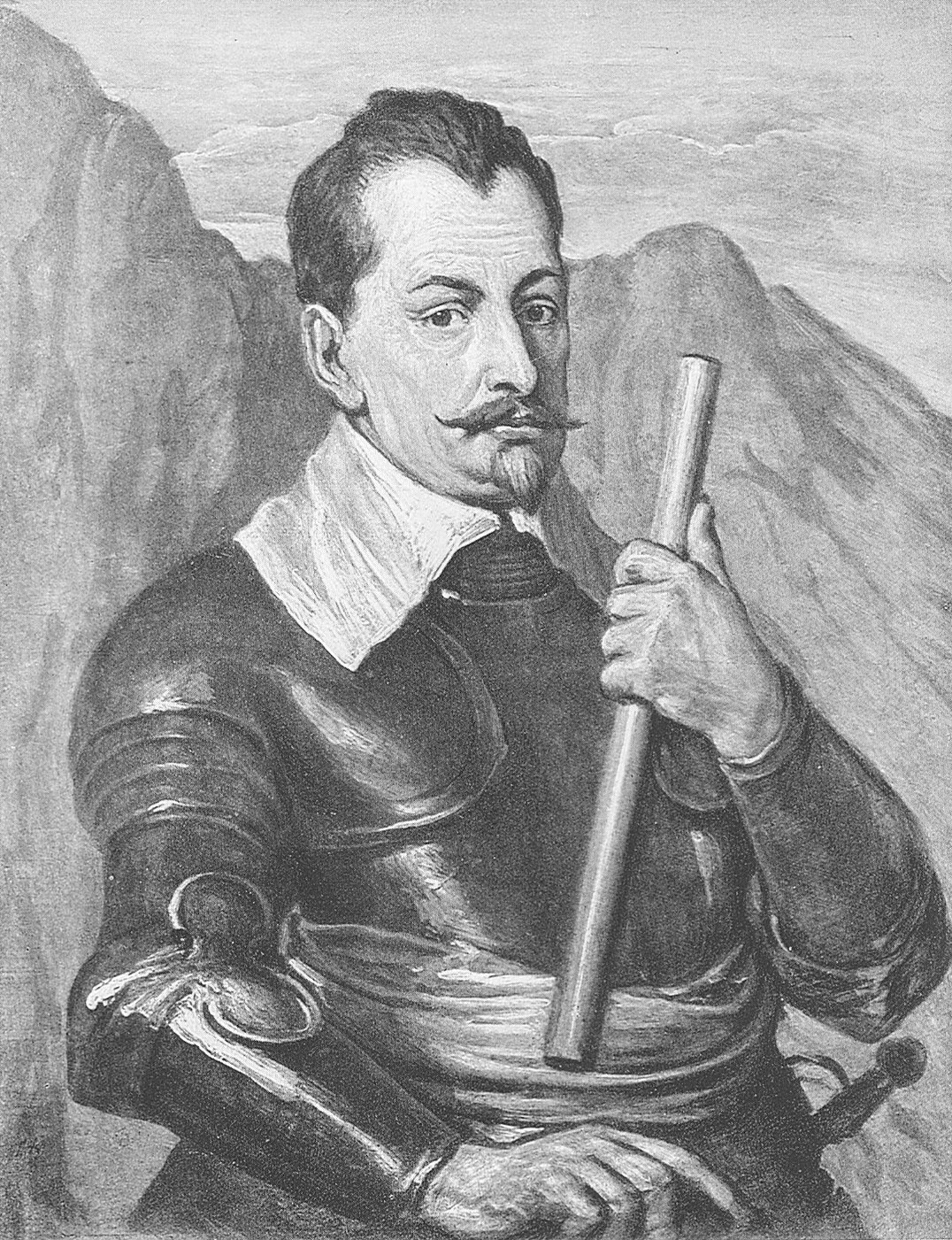
Albrecht von Wallenstein

Wydarzenia polityczne w 1634 roku.

## Zmarli
- 25 lutego Albrecht von Wallenstein, austriacki dowódca[1].